# Traité de Berwick (1357)
Pour les articles homonymes, voir Traité de Berwick.
Bordeaux (1357) Londres (1358)
Le traité de Berwick, signé en 1357 à Berwick-upon-Tweed (Écosse) met fin de façon officielle à la seconde guerre d'indépendance écossaise. Cette seconde phase des guerres d'indépendance de l'Écosse avait commencé en 1333 lorsque le roi Édouard III d'Angleterre avait essayé d'installer Édouard Balliol sur le trône écossais à la place du roi David II, fils de Robert Bruce.
Le traité rend sa liberté à David II, capturé par les Anglais en 1346 à la bataille de Neville's Cross. Les Anglais exigent en échange une rançon de 100 000 merks (environ 150 000 livres écossaises, ou 67 000 livres sterling) payables en plusieurs fois sur une période de dix ans. Seuls les deux premiers paiement sont effectués: le premier paiement est fait en temps et en heure, le second avec du retard, et après cela plus rien ne fut payé. Les impôts sont augmentés afin de pouvoir payer la rançon, mais David détourne une partie de l'argent récolté et suscite ainsi une réprobation générale.
David II dut également accepter de nommer Édouard III d'Angleterre comme son propre successeur, ce qui fut rejeté par le peuple écossais comme en témoignèrent les nombreux raids militaires transfrontaliers. La question de la succession fut réglée lorsque Robert Stewart reprit le trône de David à sa mort en 1371.